# Lygodactylus gutturalis
Lygodactylus gutturalis är en ödleart som beskrevs av Bocage 1873. Lygodactylus gutturalis ingår i släktet Lygodactylus och familjen geckoödlor.
De största exemplaren når en längd av 9 cm och svansen upptar ungefär halva längden. Arten har vanligen en brun-, grå- eller svartaktig grundfärg och den kan förändra kroppsfärgen i viss mån. Flera ljusa fläckar på ovansidan är ordnade i rader. De flesta exemplaren har en mörk strimma som korsar ögonen. Vid axlarna förekommer tre mörka streck och hanar har på den vita strupen tre svarta tvärband. Lygodactylus gutturalis har en krämfärgad till gul undersida.
Individerna är aktiva på dagen och de klättrar främst i träd. Dessutom besöker de byggnader. Vanligen föredrar Lygodactylus gutturalis de skuggigaste platserna jämförd med andra släktmedlemmar. Arten har myror och andra ryggradslösa djur som föda. Antagligen sker fortplantningen under alla årstider. Per tillfälle lägger honan ett eller två ägg som har en genomsnittlig diameter av 80 mm. Äggen göms under lösa barkskivor, i trädens håligheter eller på andra lämpliga ställen.

## Underarter
Arten delas in i följande underarter:
- L. g. dysmicus
- L. g. gutturalis
- L. g. paurospilus